# بحر سيليبس

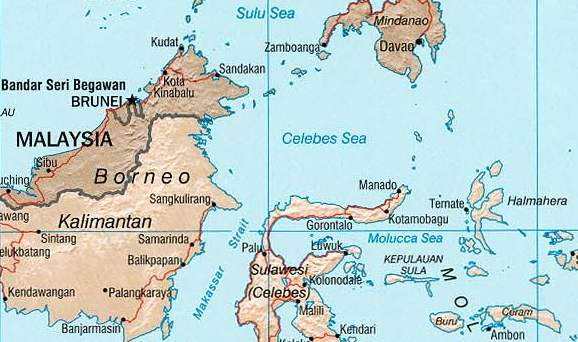
بحر سيليبس

بحر سيليبس (بالإندونيسية: Laut Sulawesi) هو تجمع مائي يقع غرب المحيط الهادئ من ناحية الشمال أرخبيل سولو، وبحر سولو، وجزيرة مينداناو الفلبينية، ومن الشرق سلسلة جزر سانغاهي، ومن الجنوب سولاويزي، ومن الغرب كليمنتان في إندونيسيا. وتبلغ مساحته 420 ميلاً (675 كيلو مترًا) من الشمال إلى الجنوب و520 ميلاً (837 كيلو مترًا) من الشرق إلى الغرب وتبلغ مساحته الكلية 110,000 ميل مربع (280,000 كم2)، ويصل الحد الأقصى لعمقه إلى 20300 قدم (6200 متر). يبدأ البحر من الجنوب الغربي عبر مضيق ماكاسار داخل بحر جافا.
يعد بحر سليبس جزءًا من حوض محيط قديم تشكل قبل 42 مليون عامٍ في أجزاء اليابسة التي طمستها المياه. ومنذ 20 مليون سنة، نقلت حركة القشرة الأرضية الحوض بالقرب من البراكين الفلبين والإندونيسية لتستقبل الحطام المنبعث. غمر الحطام القاري منذ 10 ملايين عام بحر سليبس، بما في ذلك الفحم، الذي نتج من الجبال الصغيرة المتنامية على بورنيو واستقر الحوض قبالة أوراسيا.
تقع الحدود بين بحر سيليبس وبحر سولو عند حافة سيبوتو-باسيلان. أسهمت تيارات المحيط القوية، وخنادق البحر، والجبال البحرية بالإضافة إلى الجزر البركانية النشطة، في تشكيل مجموعة من الميزات الأقيانوغرافية.

## الامتداد
تعرف المنظمة الهيدروغرافية الدولية (IHO) بحر سيليبس كواحد من الموارد المائية للأرخبيل الهندي الشرقي. وتعرف المنظمة حدوده أيضًا كما يلي:

من الشمال.الحدود الجنوبية بحر سولو من نقطة تاغولو، أسفل الساحل الغربي لجزيرة مينداناو إلى أقصى الجنوب الغربي ثم إلى الساحل الشمالي لجزيرة جزيرة باسيلان ()، من هذه الجزيرة إلى أقصي جنوبها، ثم إلى جزيرة بيتينان () قبالة النهاية الشرقية لجزيرة جزيرة جولو، ومن جولو إلى نقطة في الطول. 121 درجة 04'E على ساحله الجنوبي، ثم من خلال جزر تابول ولوجوس وعلى امتداد الساحل الشمالي لجزيرة تاوي-تاوي حتى جزيرة بونجاو وحتى نهايتها الغربية ()، ومن ذلك المكان حتى تانجونج ليبيان، أقصى شمال شرق بورنيو] والساحل الجنوبي الغربي لجزيرة مينداناو.
من الشرق.خط يمتد من تانجونغ تيناكا، وهي النقطة الجنوبية لجزيرة مينداناو، إلى النقطة الشمالية سانغير () ومن جزر سانغير إلى تانجونغ بويسان، أقصي شمال شرق بحر سيليبس [سولاويزي] (سولاويزي).
من الجنوب. الساحل الشمالي لبحر سيليبس بين تانجونغ بويسان وسترومن كاب أو (أنهار كيب) () ثم الخط الممتد من تانجونغ مانغ كاليهات في بورنيو، والحدود الشمالية لمضيق ماكاسار وهو خط يضم تانجونغ مانغ كاليهات، وبورنيو ()، وسترومن كاب أو أنهار كيب، سليبس ().
من الغرب. الساحل الشرقي لجزيرة بورنيو بين تانجونغ مانغ كاليهات وتانجونغ لابيان، والحد الغربي لبحر سولو.

## الحياة البحرية

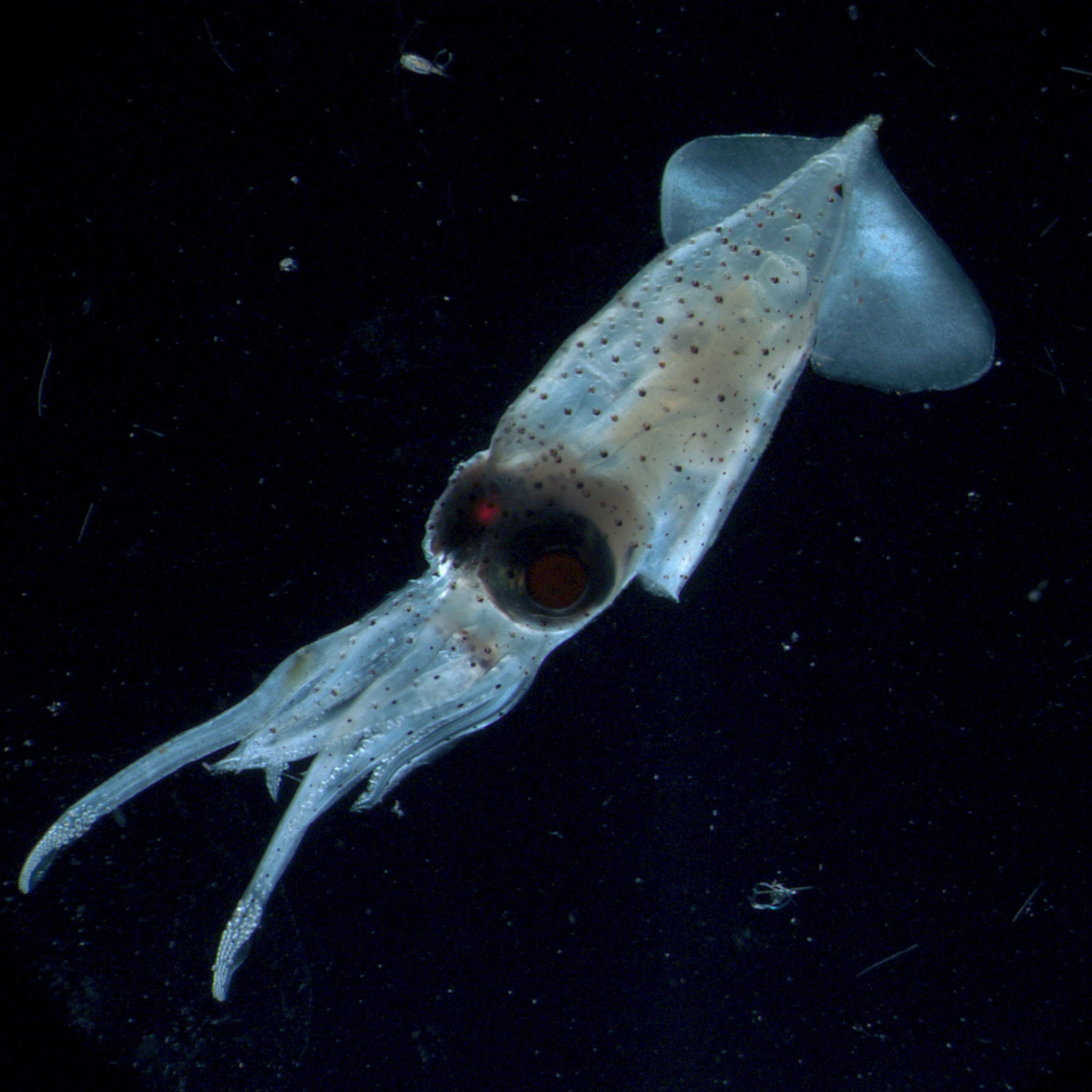
الحبار من نوع Enoploteuthis من بحر سيليبس

يعد بحر سيليبس موطنًا لمجموعة كبيرة ومتنوعة من الأسماك والكائنات البحرية. تسمح الحالة الاستوائية للبحر والمياه الدافئة الصافية أن يأوي 580 من أصل 793 نوعًا من الشعب المرجانية في العالم، والتي تنمو كبعض من أكثر الشعب المرجانية حيويةً وتنوعًا في العالم، كما يوجد بالبحر مجموعة رائعة من الكائنات البحرية، بما في ذلك الحيتان، والدلافين، وسلاحف البحر، وسمك شيطان البحر، وأسماك النسر، والبركودة، والمارلين، وغيرها الشعب المرجانية والكائنات البحرية. كما يتوفر به سمك التونة والتونة صفراء الزعانف بكثرة.
بالإضافة إلى الوفرة الكبيرة في الأسماك في بحر سيليبس، ينتج هذا البحر أيضًا منتجات بحرية أخرى مثل تانغ البحر.

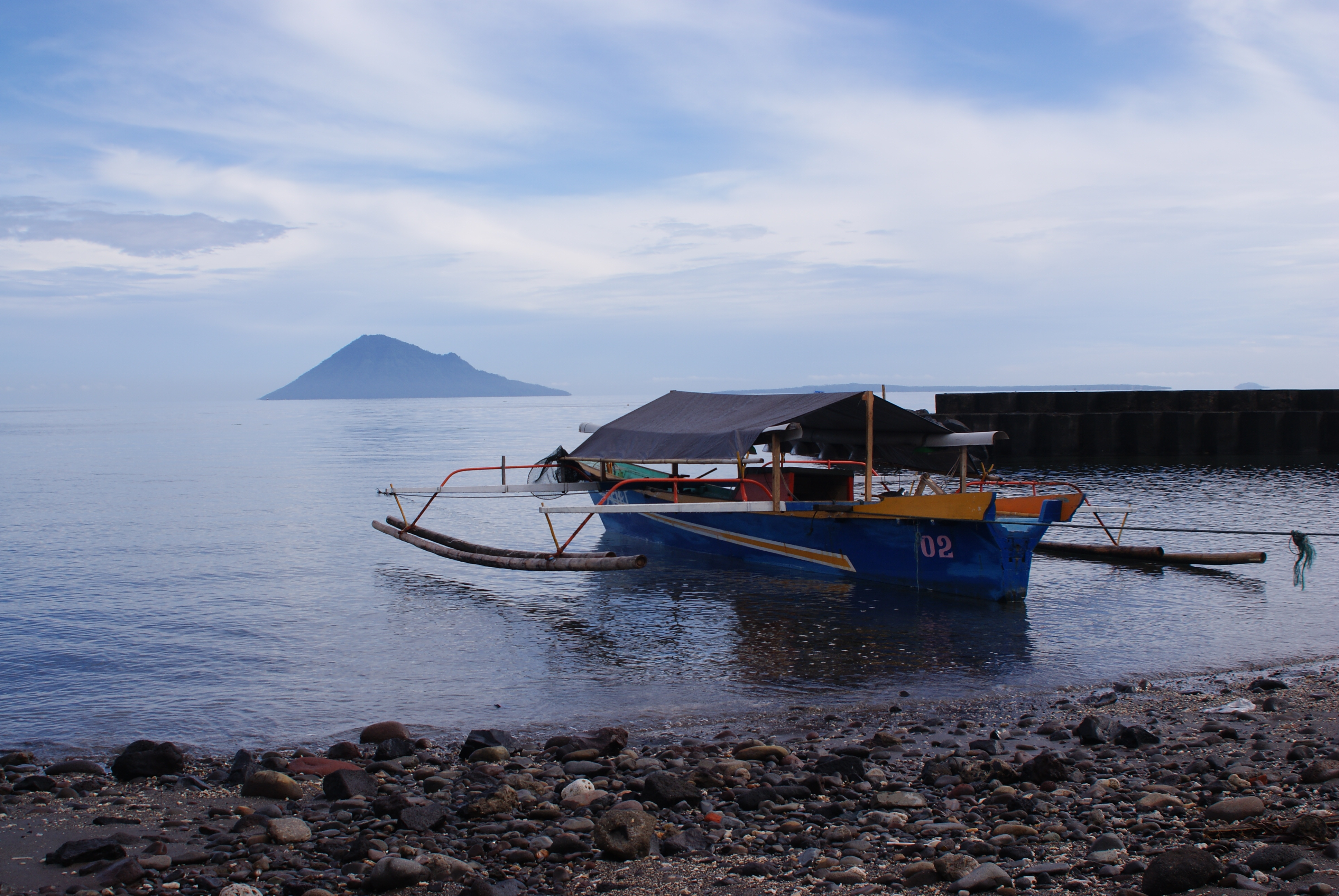
الحدود الجنوبية لبحر سيليبس. شاطئ كلاسي في جزيرة بوناكن، في سولاويسي الشمالية

.

## القراصنة
نال بحر سيليبس شهرة دولية لما به من القراصنة الذين يستولون على سفن الصيادين الصغار بالإضافة إلى سفن الحاويات العملاقة. في هذه الأيام، أصبح هؤلاء القراصنة يمتلكون أسلحة ومعدات عالية التقنية مثل الرادارات، وأنظمة تحديد المواقع، وأجهزة الملاحة، كما أنهم يستخدمون زوارق بخارية عالية السرعة. يعد بحر سيليبس ثاني أكبر البحار المقرصنة بعد خليج عدن بالقرب من الصومال.

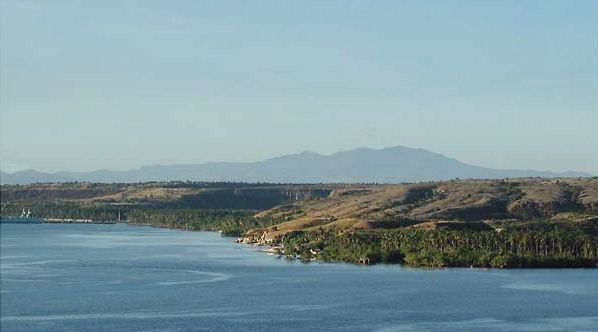
حدود بحر سيليبس الشمالية. منطقة مايتوم، سرانجاني

 الساحلية

## الأهمية التجارية
يعتبر بحر سيليبس طريقًا بحريًا مهمًا للتجارة الإقليمية. كما يشتهر هذا البحر أيضًا برياضة الغوص والرحلات البحرية الفاخرة.